# Karelska Armia Wyzwoleńcza
Karelska Armia Wyzwoleńcza (ros. Карельская Освободительная Армия) – antybolszewicka powstańcza formacja zbrojna we Wschodniej Karelii w latach 1921–1922.
W wyniku traktatu pokojowego pomiędzy Finlandią i Rosją bolszewicką, zawartego 14 października 1920 r. w Tartu, Wschodnia Karelia pozostała w granicach Rosji. W ciągu 1918 i 1919 r. w okręgach Repola i Porajärvi odbyły się referenda miejscowej ludności, która opowiedziała się za przyłączeniem do Finlandii. W lutym 1920 r. fiński rząd Juho Vennoli zdecydował o obronie ludności karelskiej przed bolszewikami. Do sowieckiego ministra spraw zagranicznych Gieorgija W. Cziczerina została posłana nota dyplomatyczna, żądająca wycofania wojsk sowieckich ze spornych okręgów. Jednocześnie doszło do pierwszych starć zbrojnych. Po 2 tygodniach zawarto w Rajajoki zawieszenie broni. W tym czasie wybuchło antysowieckie powstanie ludności Wschodniej Karelii. Na przełomie marca i kwietnia 1920 r. Karelowie zebrali się w mieście Uchta (obecna nazwa Kalewała), wybierając 117 przedstawicieli. Została utworzona Tymczasowa Komisja (Väliaikainen toimikunta), która wkrótce ogłosiła się Tymczasowym Rządem Karelii (Karjalan väliaikainen hallitus). Jednakże wojska bolszewickie zaatakowały siły powstańcze, doprowadzając latem 1920 r. do ucieczki rządu i części powstańców na terytorium Finlandii. Podczas negocjacji z Sowietami w Tartu strona fińska odstąpiła od żądania przyłączenia okręgów Repola i Porajärvi w zamian za Petsamo. W tej sytuacji jesienią 1921 r. Karelowie ponownie wystąpili zbrojnie przeciwko Sowietom. Powstanie rozpoczęło się 23 października w rejonie Tunkua, po czym w krótkim czasie rozprzestrzeniło się na okoliczne obszary. Zaczęły powstawać oddziały partyzanckie. Na północy działał 700-osobowy Pułk Białomorski (Vienan rykmentti), składający się z trzech batalionów oraz Oddziały Ołangski i Alloiarwski, liczące ok. 200 powstańców. Bardziej na południe działał 1,3-tysięczny Karelski Pułk Leśnych Partyzantów (Karjalan Metsäsissirykmentti), będący najlepszym oddziałem partyzanckim powstańców. Większość jego członków miała doświadczenie bojowe. Byli wśród nich także Biali Rosjanie z carskiej armii rosyjskiej i ochotnicy z Finlandii. Na czele pułku stali Vaseli Lavonen, Ossippa Borissainen i Jalmari Takkinen, pochodzący z Finlandii. Pułk składał się z trzech batalionów, a każdy batalion miał cztery kompanie. Ponadto istniał Samodzielny Batalion Narciarski, zwany „Zimna Noc”, składający się z sześciu oddziałów narciarskich. Jego zadaniem było dokonywać rajdy na tyły przeciwnika i przerywać linie komunikacyjne. Trzecim większym oddziałem powstańczym był 450-osobowy Batalion Repola (Repolan Pataljoona), dowodzony przez kpt. Gustafa Svinhufvuda, zaś od poł. grudnia przez mjr. Paavo Talvelę. Obaj pochodzili z Finlandii, gdzie służyli w elitarnych oddziałach jegierskich. Połowę składu liczebnego batalionu, podzielonego na trzy kompanie, stanowili fińscy ochotnicy. Zdecydowana większość członków oddziału miała doświadczenie bojowe. Część Finów przeszła nawet kursy wojskowe. Istniały też trzy niewielkie narciarskie oddziały dywersyjne (1 fiński i 2 karelskie), których zadaniem miało być zniszczenie mostów na głównych rzekach Karelii. Ich działalność zakończyła się jednak całkowitym niepowodzeniem. Wszystkie oddziały partyzanckie tworzyły Karelską Armię Wyzwoleńczą, której liczebność osiągnęła 2,7–3 tys. powstańców, w tym ok. 500 ochotników z Finlandii. Spośród nich było 28 jegrów, którzy objęli wyższe funkcje w oddziałach powstańczych. Partyzanci byli uzbrojeni w większości w rosyjskie i japońskie karabiny ręczne i rosyjskie karabiny maszynowe (były tworzone oddzielne pododdziały karabinów maszynowych). Na mundurach nosili często opaski z napisem Karelia. W grudniu 1921 r. został wprowadzony oficjalny znak Karelskiego Pułku Leśnych Partyzantów (na zielonym kawałku materiału naszyty czarny krzyż z czerwonymi końcówkami, a na każdej ćwiartce materiału znajdował się czarny niedźwiedź, trzymający w łapach broń). Istniały jednak problemy z ilością uzbrojenia i wyposażenia wojskowego, podobnie jak z niedostatkiem kadry oficerskiej i przeszkoleniem wojskowym oddziałów powstańczych. Po wybuchu powstania front został podzielony na 3 odcinki: ołonieckim odcinkiem komenderował mjr P. Talvela, repolskim kpt. G. Svinhufvud, zaś białomorskim – mjr Mottonen. Do końca grudnia 1921 r. wojska fińskie i powstańcy zajęli obszary do linii Kiestinki-Suomussalmi-Rukajärvi-Paatene-Porajärvi. Przeciwko nim występowały 20-tysięczne wojska bolszewickie pod dowództwem Aleksandra I. Sediakina. Wśród nich byli też Czerwoni Finowie, którzy uciekli do Rosji po niedawno przegranej w fińskiej wojnie domowej. Na początku stycznia 1922 r. w rejonie Pietrozawodska Sowieci pokonali główne siły fińsko-karelskie, odzyskując Porajärvi, Repolę i Kamasosero. 25 stycznia wojska bolszewickie zdobyły Kestengę i Kokkosalmi, zaś na pocz. lutego Uchtę. Sytuacja powstańców stała się bardzo trudna. Fińskie władze zablokowały pomoc. 16 lutego granicę z Finlandią przeszedł ostatni oddział powstańczy Pułk Białomorski.